# Цицибір-Великий
Цицибір Великий (Ціцібор, пол. Cicibór Duży, Цицибур-Дужи) — село в Польщі, у гміні Біла Підляська Більського повіту Люблінського воєводства. Населення — 559 осіб (2011).

## Історія

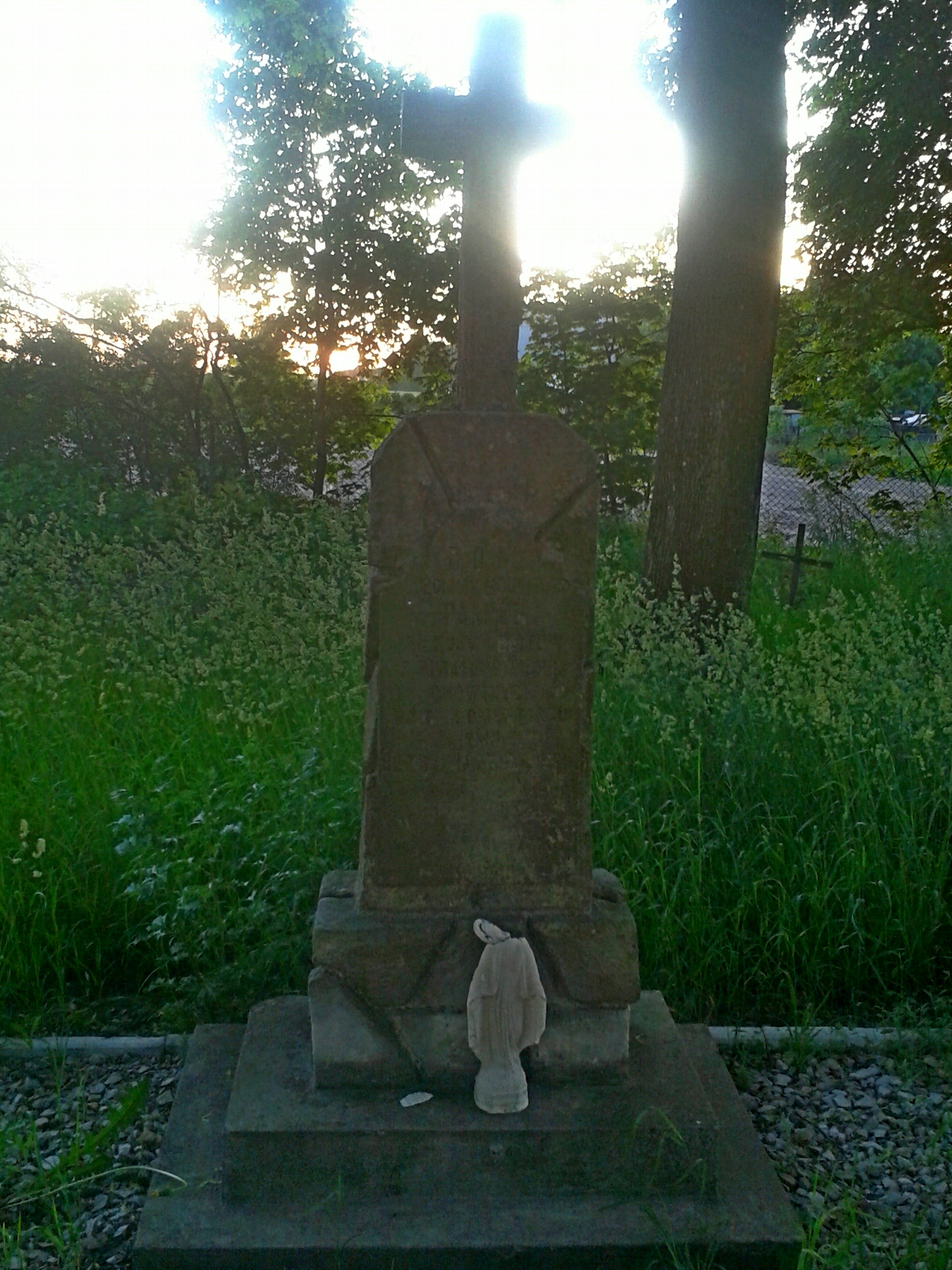
Греко-католицький цвинтар

1655 року в селі зведено дерев'яну греко-католицьку церкву.
За даними етнографічної експедиції 1869—1870 років під керівництвом Павла Чубинського, у селі переважно проживали греко-католики, які розмовляли українською мовою.
У міжвоєнні 1918-1939 роки польська влада в рамках великої акції закриття та руйнування українських храмів на Холмщині і Підляшші перетворила місцеву православну церкву на римо-католицький костел. З 1944 року колишня церква перебувала в занедбаному стані. 1955 року її відреставровано як костел.
У 1975—1998 роках село належало до Білопідляського воєводства.

## Населення
Демографічна структура станом на 31 березня 2011 року:
|          | Загалом | Допрацездатний вік | Працездатний вік | Постпрацездатний вік |
| -------- | ------- | ------------------ | ---------------- | -------------------- |
| Чоловіки | 305     | 74                 | 204              | 27                   |
| Жінки    | 254     | 61                 | 148              | 45                   |
| Разом    | 559     | 135                | 352              | 72                   |